# Železnice Kraljevine Srba, Hrvata i Slovenaca
Die Železnice Kraljevine Srba, Hrvata i Slovenaca (SHS-CXC), deutsch Eisenbahnen des Königreichs der Serben, Kroaten und Slowenen, waren die nationale Bahngesellschaft des nach dem Ersten Weltkrieg entstandenen Königreichs der Serben, Kroaten und Slowenen (umgangssprachlich auch SHS-Staat genannt) mit einem Streckennetz von 8200 Kilometer Länge, wovon 2180 Kilometer schmalspurig waren. Aus der Bahngesellschaft entstanden 1929 die Jugoslovenske Državne Železnice (JDŽ).

## Gründung

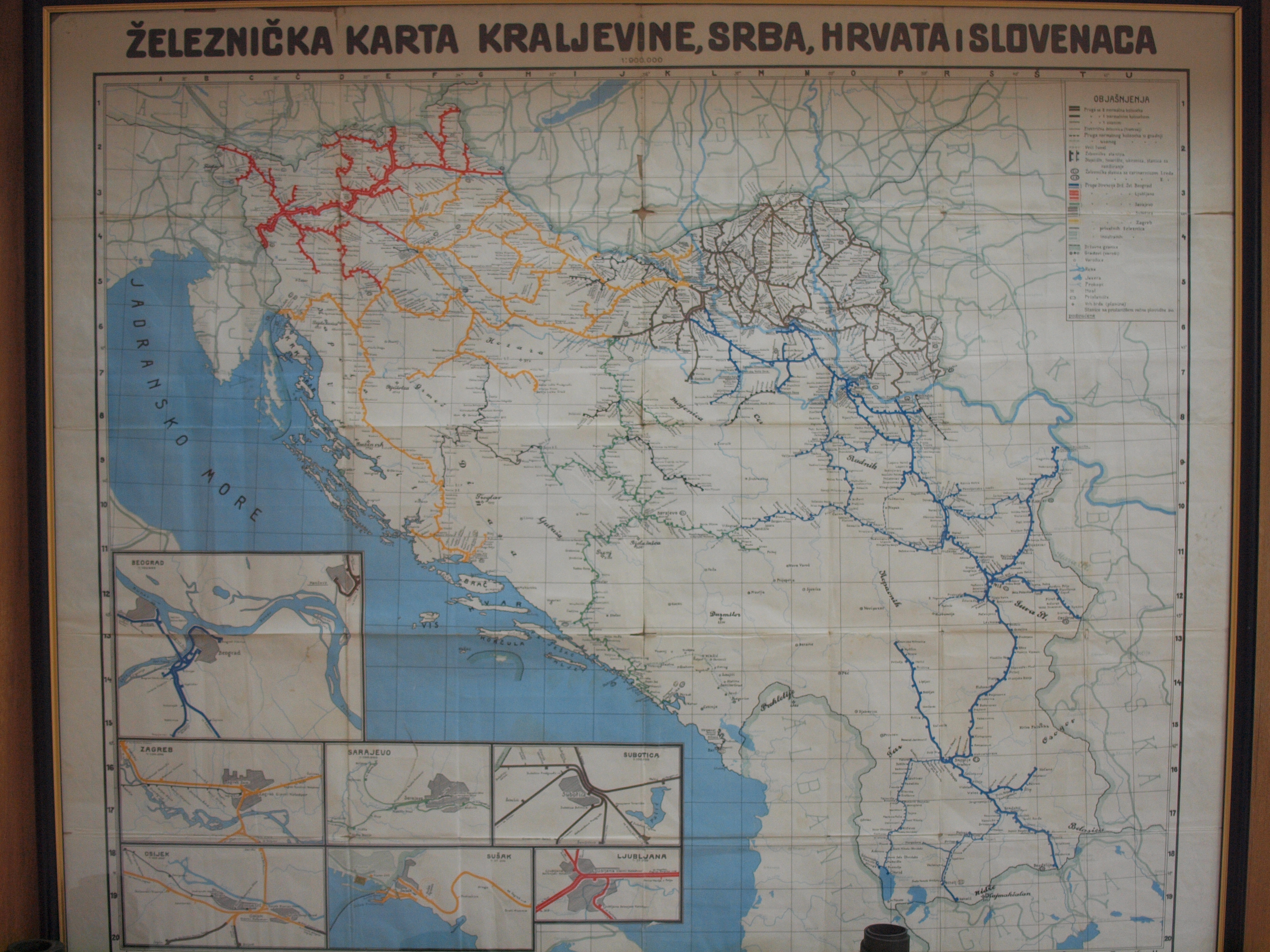
Das Eisenbahnnetz im Königreich der Serben, Kroaten und Slowenen (zweite Hälfte der 1920er Jahre)

Nachdem das Königreich der Serben, Kroaten und Slowenen entstanden war, wurde 1920 die gemeinsame Staatsbahn Železnice Kraljevine Srba, Hrvata i Slovenaca gegründet. Die von den Vorgängerbahnen übernommenen Strecken bildeten ein Eisenbahnnetz, das auf die bisherigen Zentren Wien, Budapest und in geringerem Maße auf Konstantinopel sowie auf die Seehäfen Triest, Rijeka und Thessaloniki ausgerichtet war. Zudem bestand es vorwiegend aus den drei Spurweiten Normalspur, Bosnaspur und 600 mm. Unterschiedlich war die Dichte der Eisenbahnen in den verschiedenen Regionen. Die altösterreichischen Landesteile wiesen über ein enges, gut ausgebautes Normalspurnetz aufwies, die Bahnen in Bosnien und Herzegowina und Dalmatien waren größtenteils schmalspurig. Das noch in Entwicklung begriffene serbische Eisenbahnnetz bestand aus zwei normalspurigen Hauptlinien und mehrerer Schmalspurstrecken. Andere Teile des Landes waren kaum mit Eisenbahnen erschlossen.
Die übernommenen Streckenlängen betrugen:
| Bahngesellschaft                                       | Länge ca. | vorwiegende Spurweite |
| ------------------------------------------------------ | --------- | --------------------- |
| k.k. österreichische Staatsbahnen (kkStB)              | 360 km    | Normalspur 1435 mm    |
| k.k.priv. Südbahn-Gesellschaft (SB)                    | 525 km    | Normalspur 1435 mm    |
| Diverse Österreichische Lokalbahnen                    | 350 km    | Normalspur 1435 mm    |
| Ungarische Staatsbahnen, Magyar Államvasutak (MÁV)     | 1240 km   | Normalspur 1435 mm    |
| Diverse Ungarische Lokalbahnen                         | 2310 km   | Normalspur 1435 mm    |
| Serbische Staatsbahnen, Srpske Državne Železnice (SDŽ) | 1550 km   |                       |
| Bosnisch-Herzegowinische Landesbahnen (BHLB)           | 1165 km   | Bosnaspur 760 mm      |
| Deutsch-bulgarische Heeresfeldbahn in Mazedonien       | 425 km    | Schmalspur 600 mm     |
| Total                                                  | 7925 km   |                       |

Die SHS wurde durch das Verkehrsministerium in Belgrad mit vier regionalen Direktionen in Belgrad, Sarajevo, Subotica und Zagreb geführt. Die neu entstandene Staatsbahn sah sich mit zwei Herausforderungen konfrontiert: Die umfangreichen Kriegsschäden mussten repariert werden und die von vier Staatsbahnen stammenden Netzteile zu einem nach einem Gesamtkonzept aufgebauten Eisenbahnnetz zusammengeführt werden.

## Beseitigung der Kriegsfolgen und Anfangsschwächen

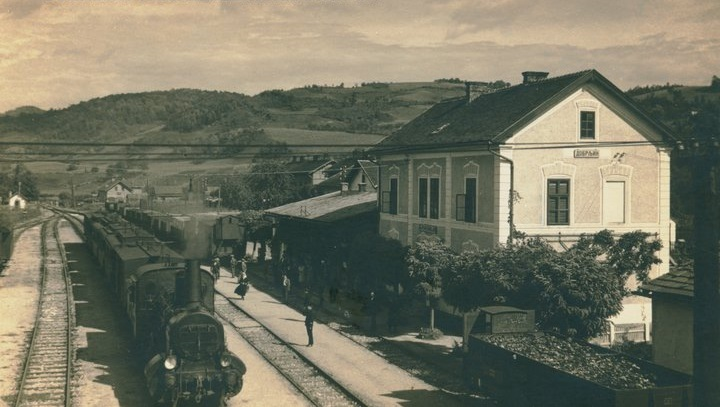
Fotos vom Betrieb bei den SHS sind selten. Station Dobrljin im Jahr 1923. Der Verkehr bei den SHS verlief damals praktisch gleich wie bei den Vorgängerbahnen.

Während des Krieges wurde der Unterhalt der Infrastruktur und des Oberbaus stark vernachlässigt. Viele beschädigte Strecken wurden 1919 behelfsmäßig repariert und wieder in Betrieb genommen. Für die vollständige Beseitigung der Schäden wurde 1920 eine Sonderbauabteilung eingerichtet. Schätzungsweise 60 % der Schwellen waren zu diesem Zeitpunkt in einem so schlechten Zustand, dass sie ersetzt werden mussten. Zudem mangelte es an betriebsfähigen Lokomotiven, besonders bei der Normalspur. Noch vier Jahre nach Kriegsende waren über 50 % der Lokomotiven schadhaft. Dies verzögerte die wirtschaftliche Erholung des jungen Landes, da wegen den fehlenden Transportmitteln der Abbau von Bodenschätzen und Holz nur eingeschränkt möglich war.
Zudem mangelte es an qualifiziertem Fachpersonal, nachdem auf Wunsch der neuen Regierung die meisten der österreichischen und ungarischen Eisenbahner in ihre Heimat zurückgekehrt waren. 1922 waren rund zwei Drittel der Eisenbahner nichtausgebildete Neueinsteiger. Tiefe Löhne und schlechte Arbeitsbedingungen führten zu Arbeiterunruhen mit einem vierzehntägigen landesweiten Streik des Bahnpersonals im April 1921. Die Lage verschlechterte sich im strengen Winter 1921/22 weiter. Ein Aufstand der Kohlearbeiter führte zu großer Kohleknappheit und wiederum zu weiträumigen Zugausfällen. Zeitweise verkehrte auf Nebenlinien nur noch ein Zug pro Woche. In der zweiten Hälfte der 1920er-Jahre verbesserte sich die Lage, denn Kohlelieferungen wurden zuverlässig, die SHS-Eisenbahner waren geschult und die vielen Langsamfahrstellen beseitigt. Den größten Beitrag zur Sanierung der südslawischen Eisenbahnen bildeten deutsche und ungarische Reparationen in Form von Lokomotiven, Wagen und dreier voll ausgestatteter Hauptwerkstätten.
Umstritten war die Aufteilung des Rollmaterials der österreich-ungarischen Eisenbahnen. Gemäß den Friedensverträgen von Saint-Germain und Trianon wurden die Fahrzeuge durch eine Fahrparkaufteilungskommission auf die Nachfolgestaaten aufgeteilt. Erst 1933 konnte die Aufteilung der Normalspurfahrzeuge abgeschlossen werden und die Jugoslawischen Staatsbahnen (JDŽ) führten offiziell ihr neues Nummernschema ein. Bis zu diesem Zeitpunkt trugen die Lokomotiven die Bezeichnung der jeweiligen Vorgängerbahn.

## Pläne für das Zusammenwachsen

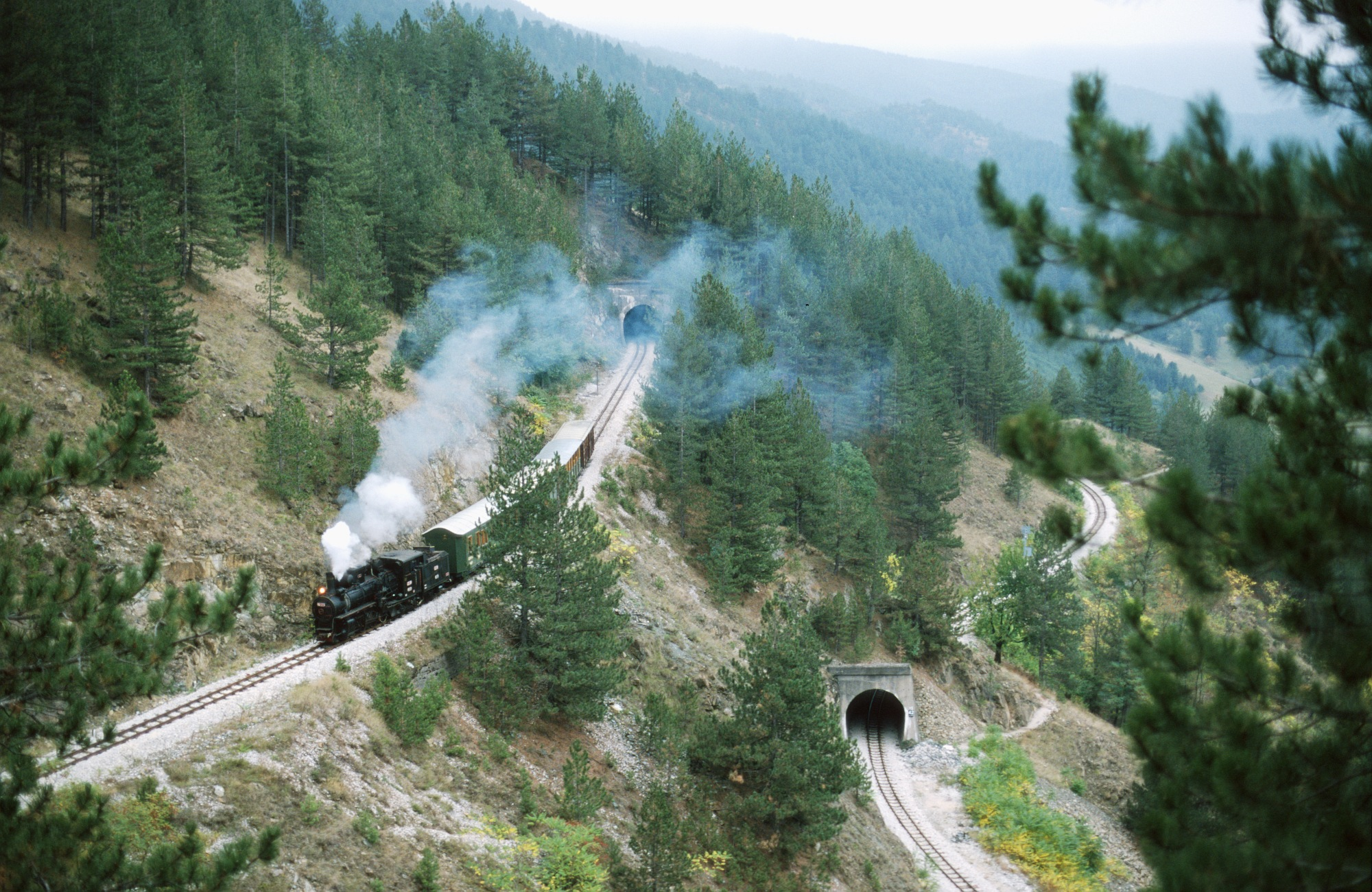
Die 1925 eröffnete Strecke Užice–Vardište verband das serbische und das bosnisch-herzegowinische Schmalspurnetz und ermöglichte direkte Züge von Belgrad nach Sarajevo. Sie wird heute als Touristenbahn Šarganska osmica betrieben.

Ein Schwachpunkt der SHS war die Ausrichtung der bestehenden Eisenbahnen auf frühere Zentren. Die Bahnstrecke Zagreb–Belgrad war bis 1918 eine vorwiegend eingleisige Nebenbahn. Die wichtigste Bahnlinie für die wirtschaftliche Entwicklung wäre eine Donau-Adria-Bahn gewesen. Sie war schon zu Beginn des 20. Jahrhunderts von Serbien als Gegenprojekt zur österreichischen Sandschakbahn angestrebt worden. Es blieb der Sozialistischen Republik Jugoslawien vorbehalten, mit dem Bau der Strecke Belgrad–Bar eine regelspurige Verbindung von der Donau zum Mittelmeer zu schaffen. Eine Notlösung war die Verbindung des bosnischen Schmalspurnetzes mit den serbischen Schmalspurstrecken, um eine kürzere Verbindung von Sarajevo über die Ostbahn nach Belgrad zu erreichen. Außerdem fehlten die Verbindungen der dalmatischen Häfen Split und Šibenik mit dem Hinterland, nachdem in der Donaumonarchie alle diesbezüglichen Projekte wie eine Spalatobahn, eine Una-Bahn oder eine Likabahn am Widerstand Ungarns gescheitert waren.
Der neue SHS-Staat diskutierte umgehend eine Reihe von Projekten, kam aber wegen den unterschiedlichen Regionalinteressen zu keinen Entscheiden. Wichtigstes Ziel hätte eine Verbindung Belgrads mit der Adria sein müssen. Am billigsten wäre eine Verlängerung der schmalspurigen Narentabahn nach Ploče gewesen, was aber am Widerstand Montenegros scheiterte, das seinen Hafen Kotor bevorzugen wollte. Erst 1936 legte die Regierung Stojadinović jene Strecken fest, die tatsächlich gebaut werden sollten. Das war verlorene Zeit, in der man es sich leistete, den Aufbau einer Basis für wirtschaftliches Wachstum und die Bildung einer Staatsnation zu verzögern. Die finanzielle Schwäche des SHS-Staats wurde wesentlich durch die Reparationszahlungen Deutschlands gemindert.
Die wichtigsten Neubauten der SHS waren:
- Timoktalbahn von Knjaževac nach Niš zum Anschluss des ostserbischen Industriegebiets um Bor (64,5 km, eröffnet 1922)
- Fertigstellung der Likabahn Oštarije–Knin (155,3 km, eröffnet 1920–1925), um Dalmatien mit dem kroatischen Regelspurnetz zu verbinden.
- Anschluss Belgrads an das Bosnische Schmalspurnetz mit den Teilstrecken Lajkovac–Čačak (1922), Užice–Vardište (1925) und Belgrad–Obrenovac (1928)
- Ibartalbahn von Kragujevac nach Mitrovica (188 km, eröffnet 1929/1931) zur Erschließung des an Bodenschätzen reichen Nordkosovo

Das zusammenhängende Schmalspurnetz von Bosnien-Herzegowina und Serbien ermöglichte durchgehende schmalspurige Schnellzüge, die mit einer Fahrzeit von 23 Stunden zwischen Belgrad und Dubrovnik über Sarajevo verkehrten und Speise- sowie Schlafwagen führten.

## Betrieb und Verkehrsleistungen
| Hier fehlt eine Grafik, die leider im Moment aus technischen Gründen nicht angezeigt werden kann. Wir arbeiten daran! |

Trotz der Konkurrenz durch die Hochsee- und Flussschifffahrt kamen der SHS im Verkehr des östlichen Adriaraums eine große Bedeutung zu. Im Jahr 1927 wurden 40,5 Millionen Fahrgäste mit einer durchschnittlichen Reisestrecke von 42,5 Kilometern befördert. Eine Besonderheit in Bosnien-Herzegowina war die preisgünstige 4. Wagenklasse, die 28 Prozent der Fahrgäste benutzten. Der Güterverkehr belief sich im gleichen Jahr auf 18,8 Millionen Tonnen und 2140 Tonnenkilometer. Eine große Bedeutung hatte dabei der internationale Transitverkehr über die Durchgangsstrecken im Save- und Moravatal, auf der sich der Gütertransport zwischen Mittel- und Westeuropa einerseits und Rumänien, Bulgarien, der Türkei und Griechenland andererseits abspielte. Die Betriebsabwicklung, besonders zwischen Belgrad und Zagreb, wurde durch die mehrheitlich eingleisigen Strecken erschwert. 1928 waren nur 269 Kilometer zweigleisig. Wegen der großen Bedeutung der Landwirtschaft schwankten die Einnahmen der SHS je nach Ausfall der Ernte.
Für den internationalen Verkehr durch den SHS-Staat hatten zwei politische Entscheide eine große Rolle gespielt. Ein täglich verkehrender „Konventionalzug“ mit allen drei Wagenklassen, der in seinem Stamm von Wien nach Konstantinopel und später auch nach Saloniki verkehrte, beruhte auf einem Entscheid des Berliner Kongress. Er führte Kurswagen aus Paris mit, die mit dem Direct Orient nach Triest gelangten. Mit dem Versailler Vertrag schloss man Deutschland vom Durchlauf des als Luxuszug verkehrenden Orient-Express aus, was zur Einführung des Simplon-Orient-Express über die Schweiz und Italien führte.

## Lokomotiven
Bei der Beschaffung von Lokomotiven griffen die SHS auf bewährte Baureihen der Vorgängerbahnen zurück. Die Entwicklung eigener Baureihen wie die 05, 06, 30 oder die schmalspurigen 85 blieb später den Jugoslawischen Staatsbahnen (JDŽ) vorbehalten.

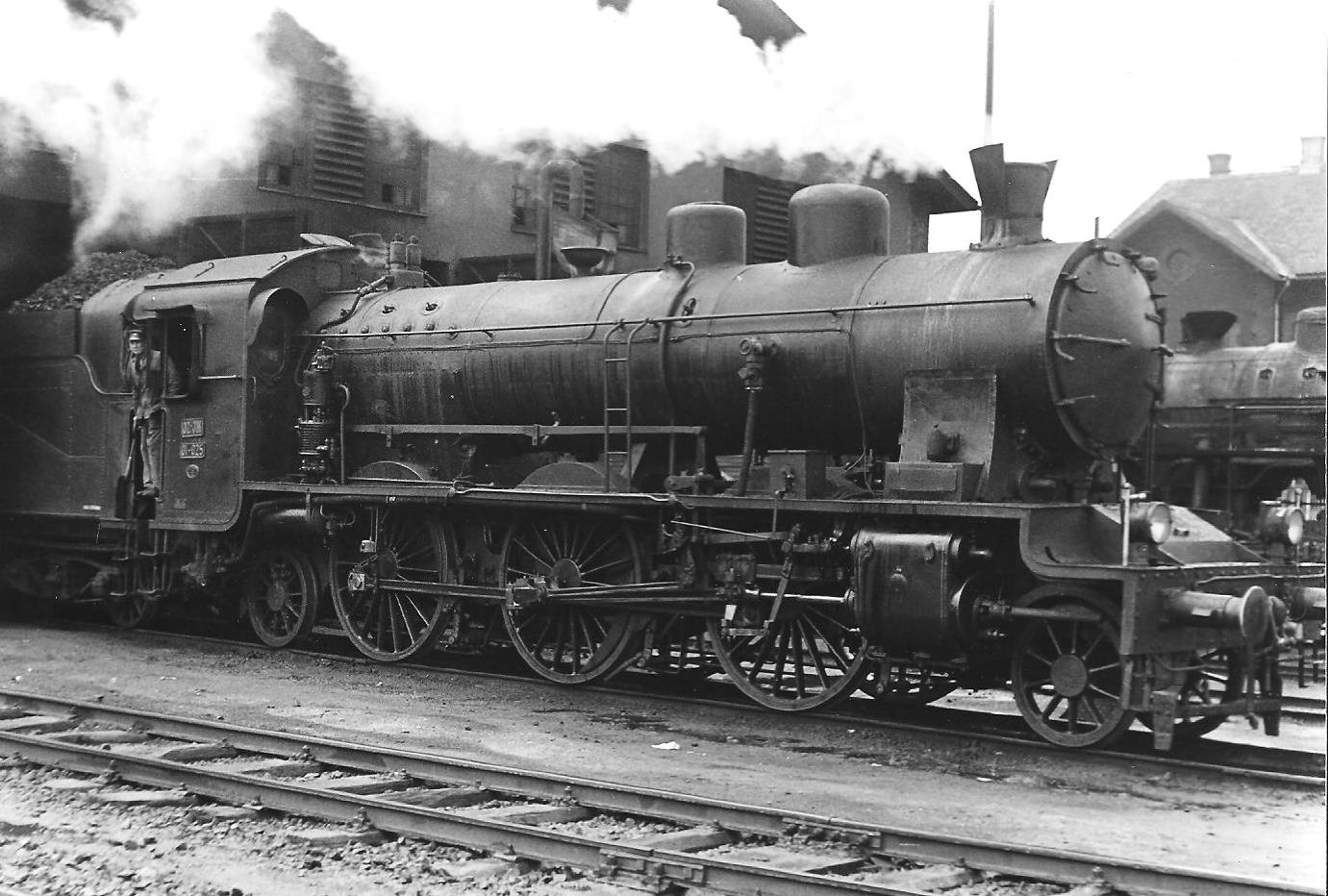
Die Schnellzuglokomotiven 1001–1120 der SHS wurden in den Jahren 1922 und 1923 im Rahmen der Reparationsverpflichtungen von Schwartzopff und der Maschinenfabrik Karlsruhe als Nachbau der 121–126 der SDŽ geliefert.
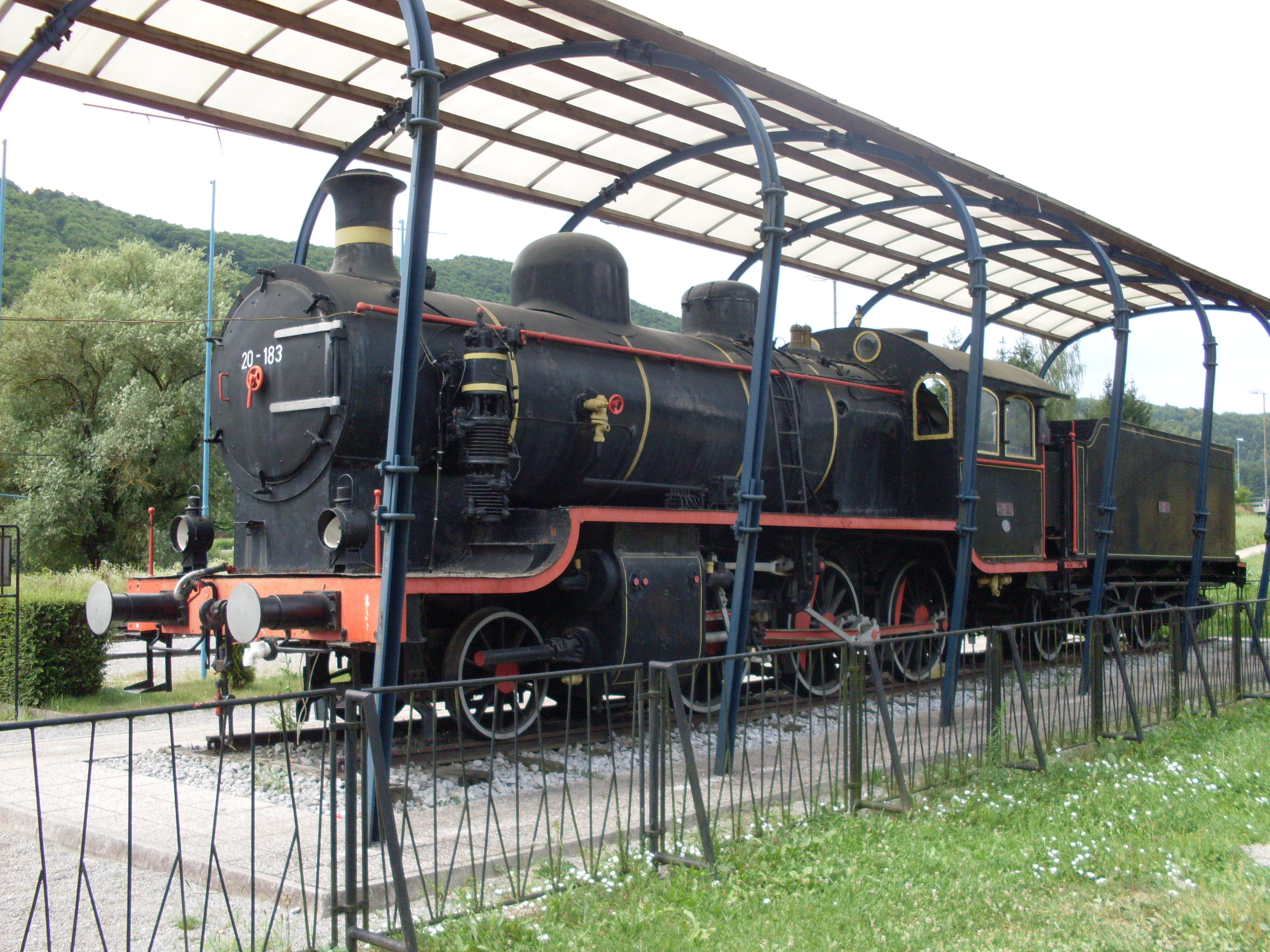
1922 erhielten die SHS von Borsig, Henschel, Hanomag, AEG, Krauss München und Rheinmetall 200 Nachbauten der SDŽ 601–623 für Reise- und Güterzüge, die die SHS-Nummern 6001–6200 trugen.
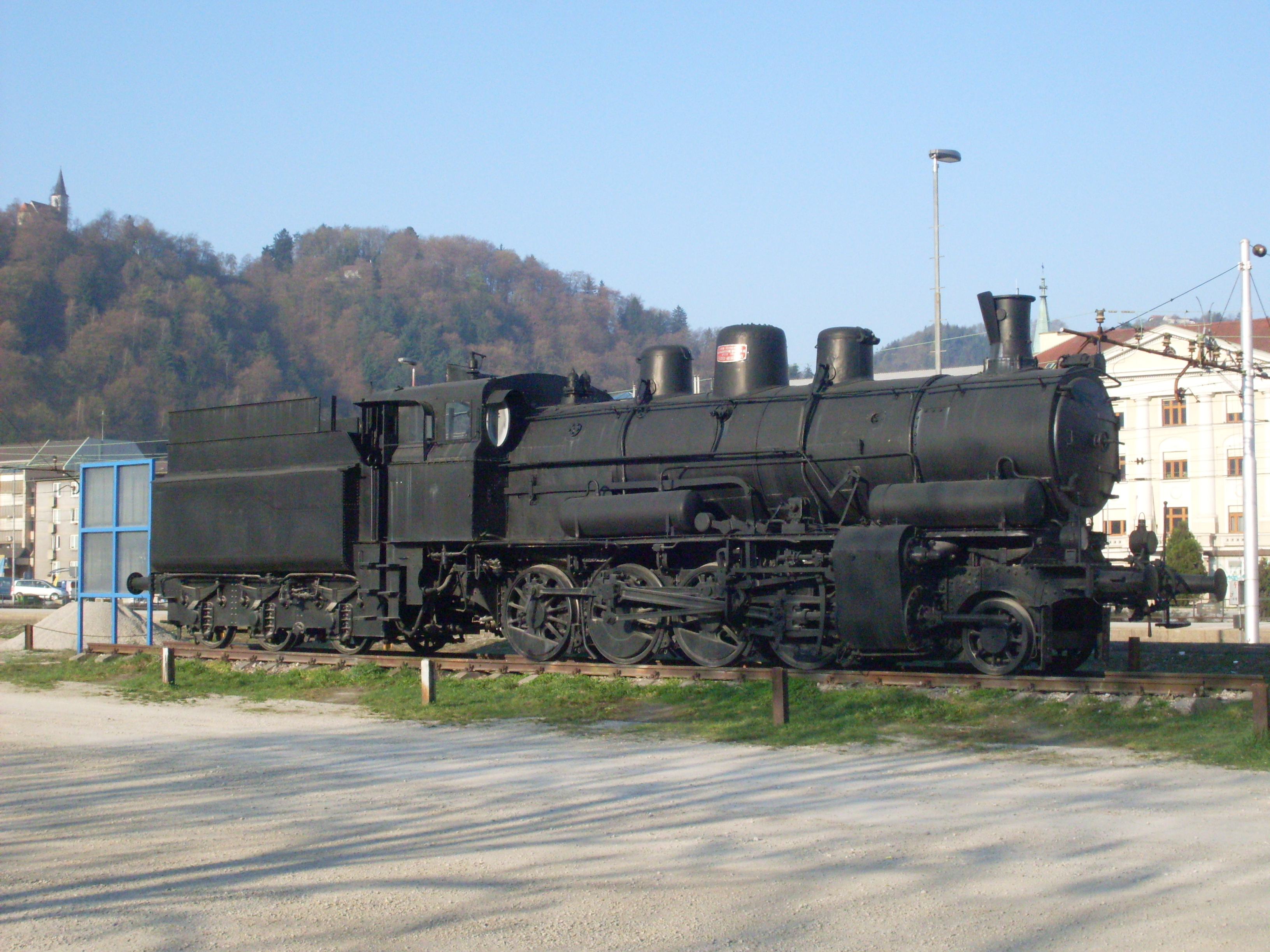
1919 übernahmen die SHS vier für die BBÖ vorgesehene Güterzuglokomotiven der kkstB-Reihe 270, 1923 folgte eine Nachbauserie aus Wiener Neustadt mit den Nummern 270.201–205.
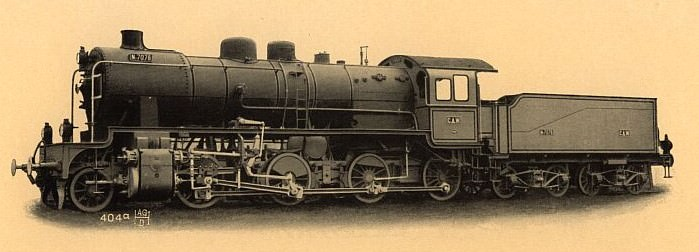
Die Loks 7001–7100 wurden noch im Auftrag der SDŽ entwickelt. Die Lieferung der Güterzuglokomotiven erfolgte erst 1922/1923 in Form von Reparationszahlungen an die SHS.
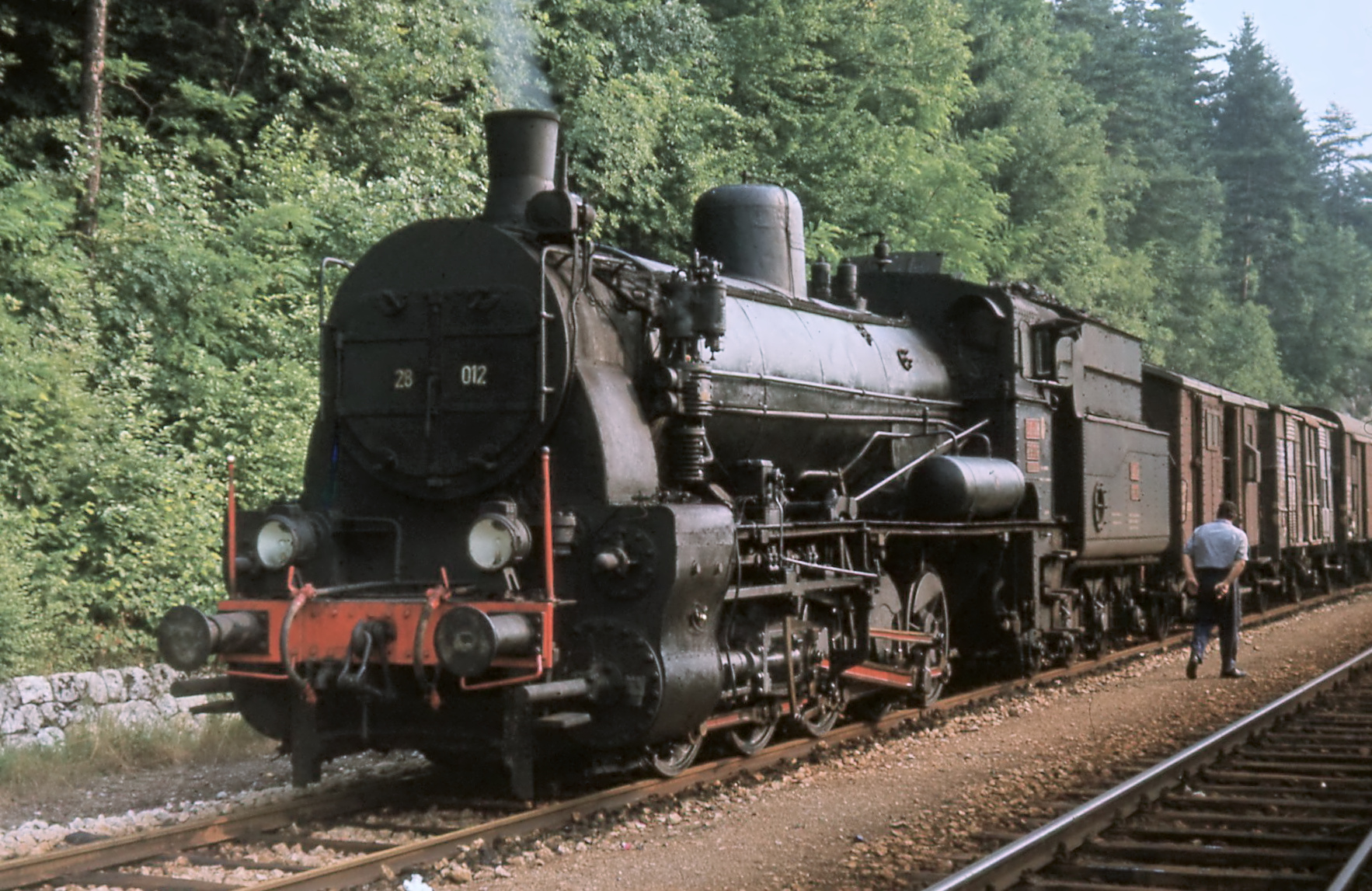
1923 und 1929 beschafften die SHS Nachbauten der altösterreichischen Reihe 80 und bezeichneten sie als 80.301–310 bzw. 540.315–318.
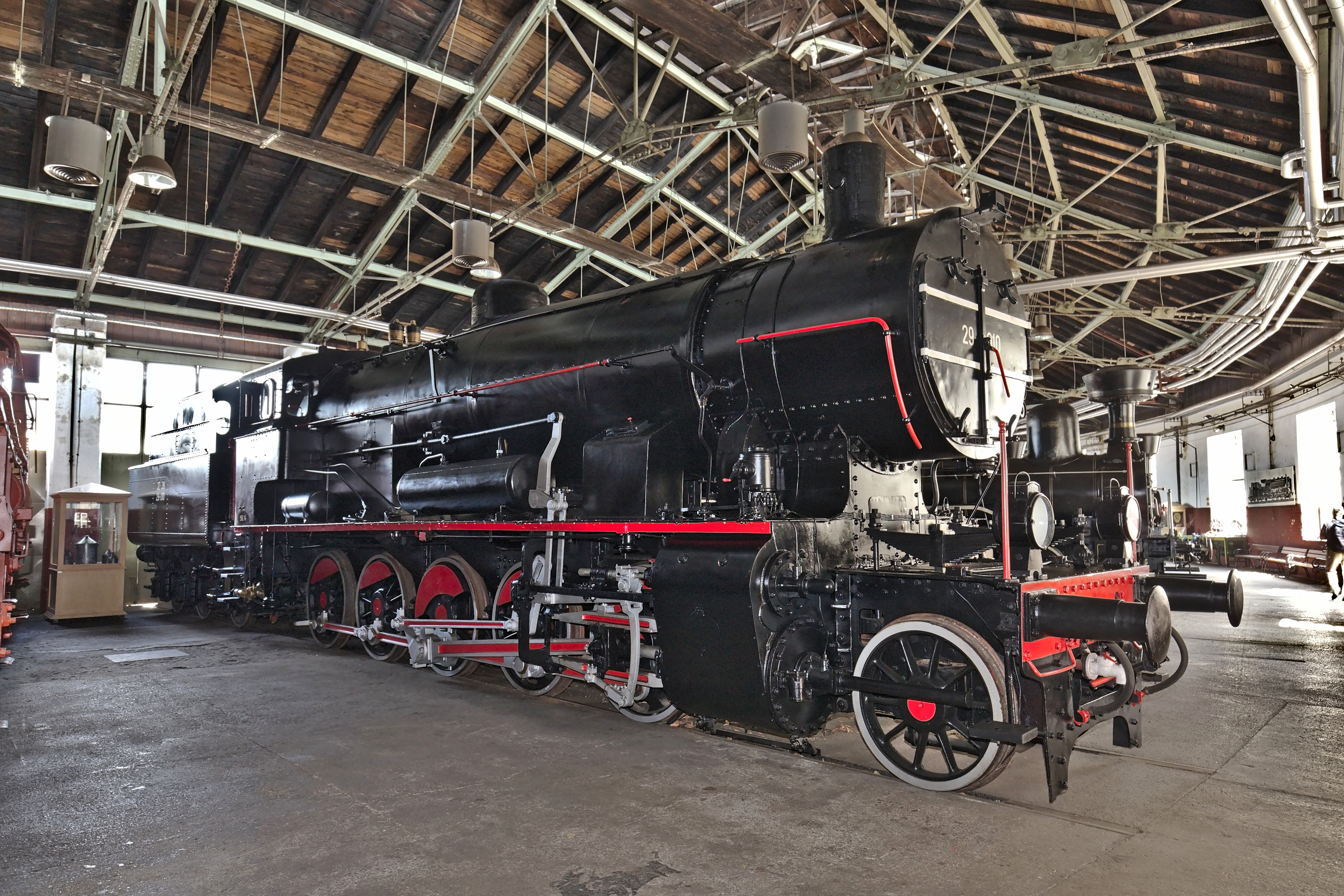
1921 bekamen die SHS aus Wiener Neustadt zehn Güterzuglokomotiven 81.001–010, die der Reihe 81 der BBÖ entsprachen.
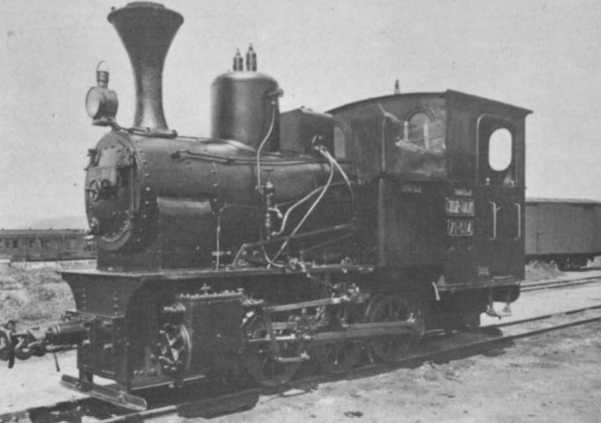
O&K Berlin lieferte 1922 als Reparationsleistung 30 Cn2t-Schmalspurlokomotien nach Serbien, von denen 22 als 11021–11042 in den Bestand der SHS kamen.
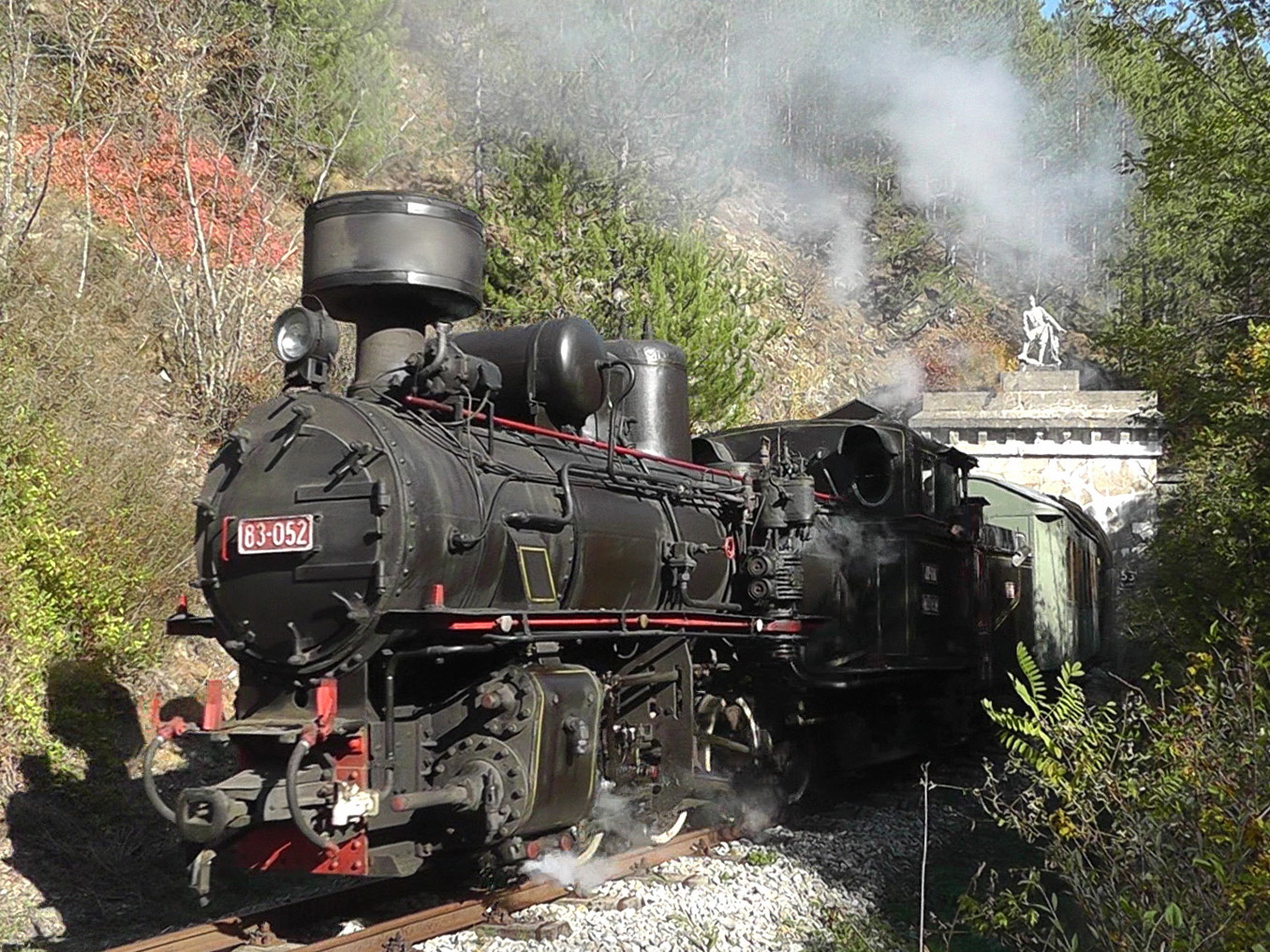
Die Schmalspurlokomotive 83-052 war ein Nachbau der IVa5 der BHStB und wurde bei den SHS als RU 8 bezeichnet. 1919 lieferte Krauss Linz die Nummern 1152–1155, 1923 Jung in Jungenthal die RU 1–24 und 1929 MÁVAG die Nummern 1301–1344.
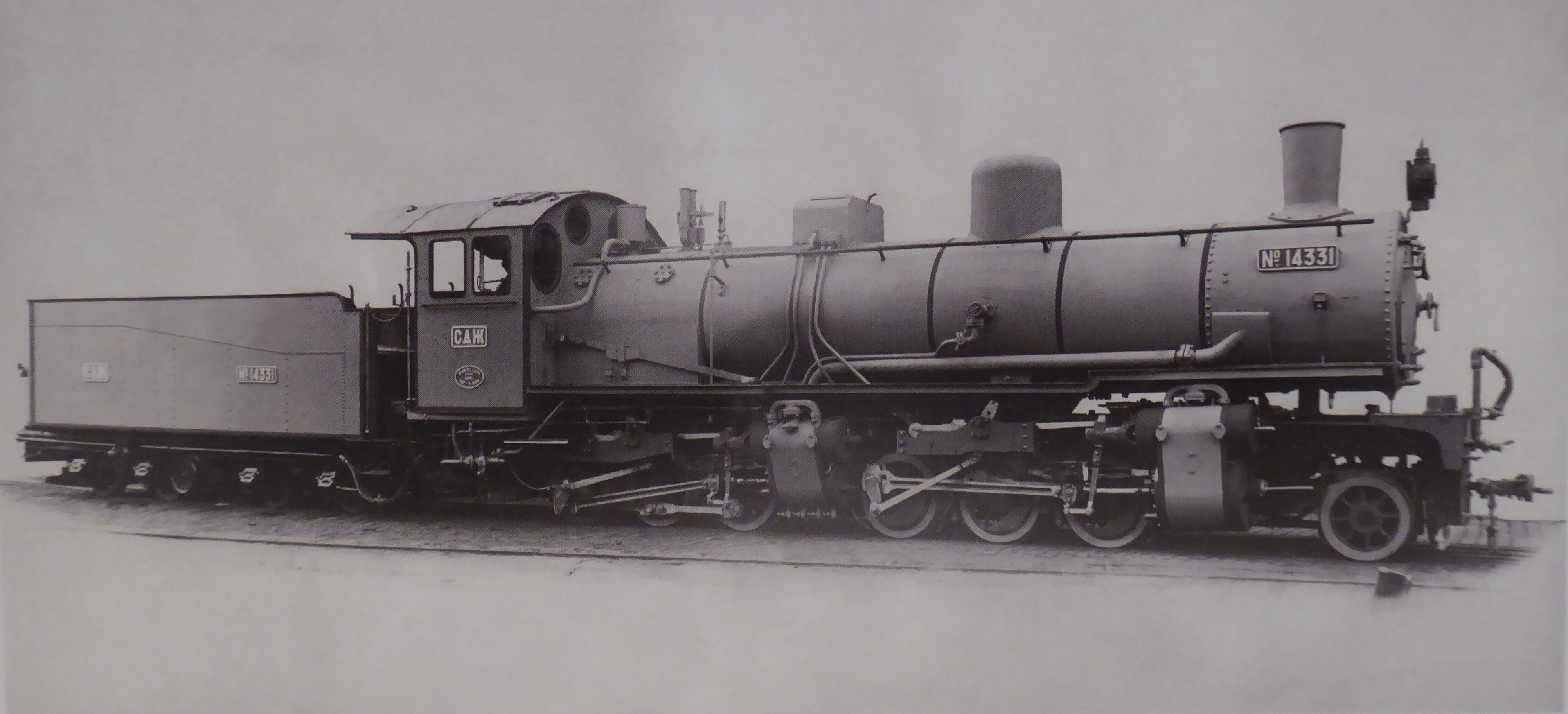
1917 bestellte die deutsche „Verkehrs-Prüfungskommission“ bei Henschel schmalspurige Mallet-Schlepptenvderlokomotiven der Reihe VI der kukHB für das besetzte Serbien. 19 Maschinen kamen nach dem Krieg zu den SHS, weitere 30 folgten später als Reparationsleistungen.

## Übergang zu den Jugoslovenske Državne Železnice (JDŽ)
Im Zuge der Staatsvereinheitlichung durch König Alexander I. wurde 1929 der Staat in Königreich Jugoslawien umbenannt und die SHS wurden als Jugoslovenske Državne Železnice (JDŽ, Jugoslawische Staatsbahnen) bezeichnet. Das Netz bestand in diesem Jahr aus 6724 Kilometer Normalspur- und 2333 Kilometer Schmalspurstrecken. Während bei den SHS viele Vorschriften der Vorgängerbahnen in Kraft blieben, mussten ab 1929 im Zuge der Vereinheitlichungs-Reformen König Alexanders alte Praktiken und Vorschriften weichen.
Bis zur Einführung der JDŽ-Nummern im Jahr 1933 trugen die jugoslawischen Lokomotiven die Eigentümerkennzeichnung der SHS oder der SDŽ, obwohl letztere de jure seit 1919 nicht mehr existierten. Die Weltwirtschaftskrise ab 1929 führte zu einem Verkehrsrückgang, so dass auf größere Rollmaterialbeschaffungen nach Auslieferung der 1930 in Deutschland gefertigten Einheitslokomotiven der Reihen 05, 06 und 30 verzichtet wurde. Erst mit dem Wiederanstieg des Verkehrs nach 1936 beschafften die JDŽ ab 1938 wieder neue Lokomotiven, wofür mit der Ersten Jugoslawischen Waggon-, Maschinen- und Brückenbauanstalt (ab 1947 als Đuro Đaković firmierend) in Slavonski Brod erstmals ein einheimischer Hersteller zum Zuge kam. Leistungsfähige Eisenbahnstrecken wurden in der Zwischenkriegszeit nur wenige gebaut.